# Pogonopoma
Pogonopoma is een geslacht van straalvinnige vissen uit de familie van de harnasmeervallen (Loricariidae).

## Soorten
- Pogonopoma obscurum Quevedo & Reis, 2002
- Pogonopoma parahybae (Steindachner, 1877)
- Pogonopoma wertheimeri (Steindachner, 1867)